# Orcinus citoniensis
Espèce
Orcinus citoniensis est une espèce éteinte de cétacés ayant vécu au cours du Pliocène, de 3,6 à 2,5 Ma en Italie et en Angleterre. Elle était plus petite que l'orque moderne (O. orca), environ 4 mètres contre 7 à 10 pour cette dernière, et avait environ huit dents de plus dans sa mâchoire. Peut être proche en apparence de l'orque moderne, ce pourrait être une forme transitionnelle entre cette dernière et les autres dauphins. O. citoniensis peut avoir chassé de grands poissons et calmars en banc. Il coexistait avec d'autres grands prédateurs de son époque, comme l'orcininé Hemisyntrachelus (en) et le requin éteint Mégalodon, l'Italie et l'Angleterre du Pliocène herbergeant alors un divers assemblage de mammifères marins et de requins.

## Taxonomie
L'holotype, MB-1COC-11.17.18, est un squelette incomplet, décrit pour la première fois par le paléontologue italien Giovanni Capellini sous le nom Orca citoniensis en 1883. Il provient de sédiments de la fin de Pliocène de la ferme de Poltriciano à proximité de la ville de Cetona en Toscane (Italie), d'où l'espèce tire son nom « citoniensis »,
. Capellini utilise également le nom « O. citoniensies ».

## Description

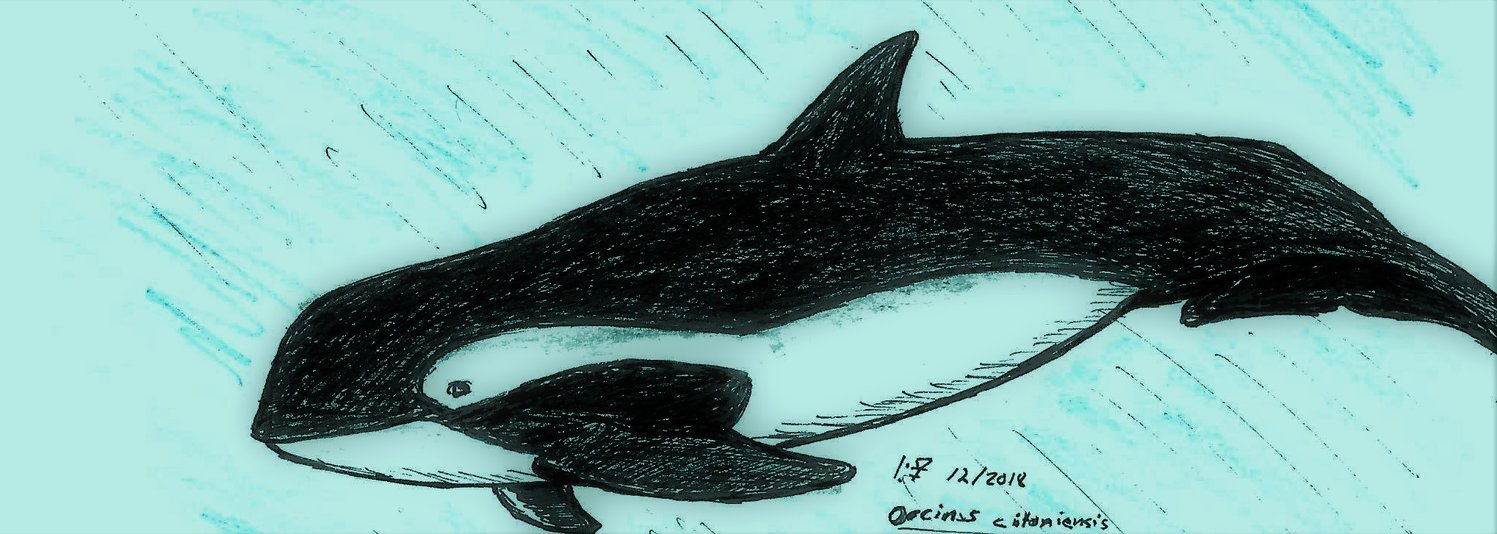
Reconstitution.

Il mesurait 4 mètres de long et avait l'apparence d'une petite orque moderne. Ce cétacé pourrait donc être une forme transitionnelle entre les odontocètes primitifs et les orques actuelles.

## Paléobiologie

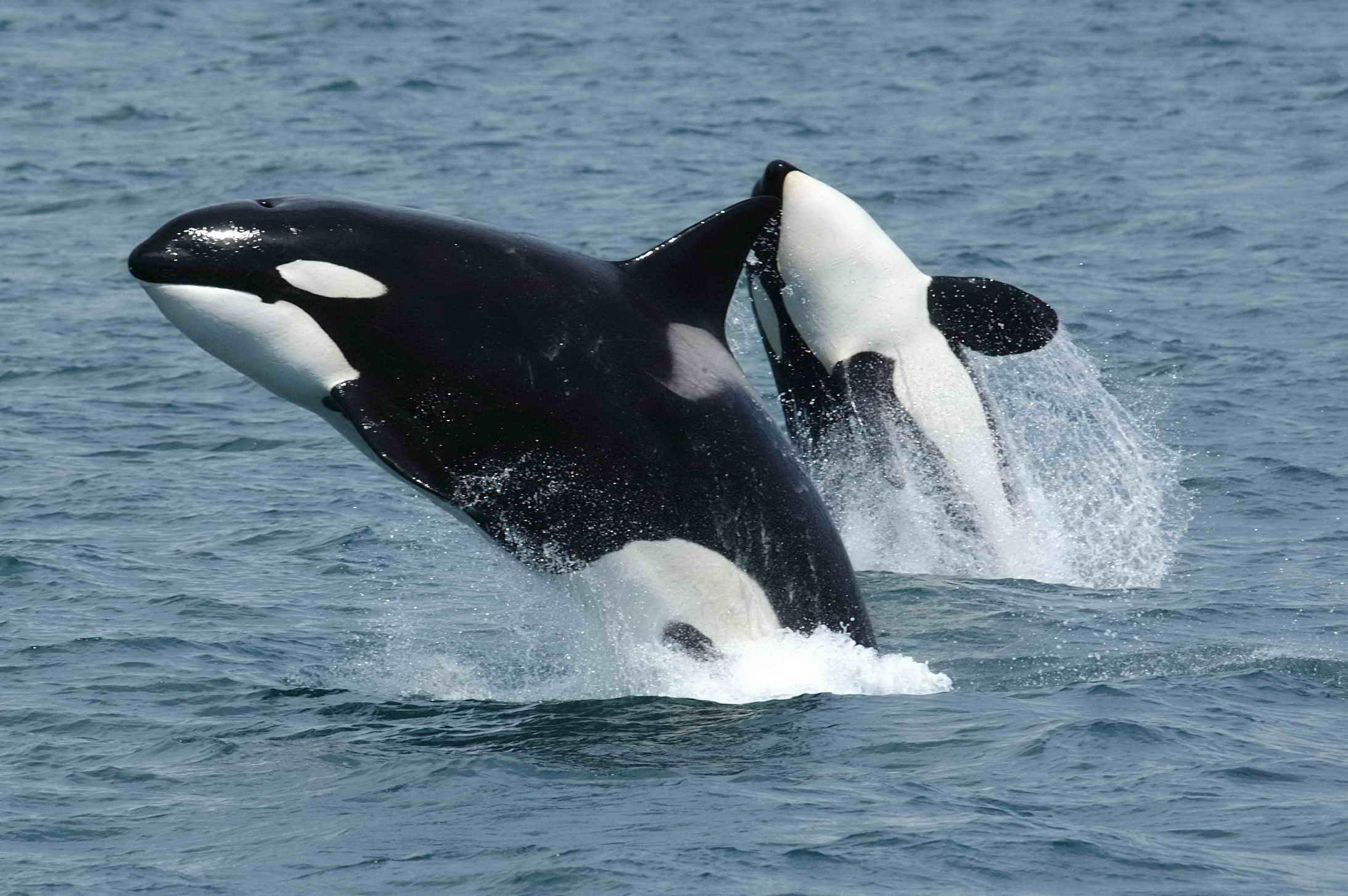
L'orque moderne (Orcinus orca).

Comme l'orque moderne, O. citoniensis peut avoir chassé en banc coopératif. Son régime alimentaire généraliste, peut-être similaire à celui de la fausse orque (Pseudorca crassidens) et l'orque pygmée (Feresa attenuata), est composé de calmars, de grands poissons et de vertébrés. La lignée des Orcinus peut avoir grimpé la chaîne alimentaire, les O. citoniensis primitifs étant capable de chasser les gros poissons et l'orque moderne de chasser des grandes baleines,. Il peut avoir été l'un des principaux animaux prédateurs de sa région, avec l'orcininé Hemisyntrachelus (en), et le requin aujourd'hui éteint Mégalodon.